# География Тамбовской области
Тамбовская область лежит в южной части Восточно-Европейской равнины, в центральной части Окско-Донской равнины. Входит с состав Центрального федерального округа.
На севере граничит с Рязанской областью, на северо-востоке — с Пензенской областью, на юго-востоке — с Саратовской областью, на юге — с Воронежской областью, на западе — с Липецкой областью.
Площадь территории области составляет 34 462 км².
Численность населения по состоянию на 2010 год — 1 092 396 жителей. Средняя плотность населения — 31,7 чел./км².

## Рельеф
Область занимает центральную часть Окско-Донской (Тамбовской) равнины (высота до 219 м). Рельеф пологоволнистый, расчленённый балками и оврагами.

## Полезные ископаемые
- Месторождение «Центральное» — 887 млн м³ ильменит—рутил—циркониевых песков с 4 % содержанием металлов и, возможно, промышленным содержанием золота около села Никольское Рассказовского района.
- Фосфориты, строительные материалы, минеральные краски, торф. Наиболее известные месторождения песка — Тамбовское, Полковское.

## Гидрография
По территории области протекает около 1400 рек и ручьёв. Наиболее значительные реки — Цна (бассейн Волги), Ворона, Битюг, Воронеж и Савала (бассейн Дона). Водные ресурсы включают также порядка 900 прудов и водохранилищ с общим объёмом воды 534,5 млн м³.

## Экосистема
Тамбовская область расположена в зоне лесостепи.
Почвы — чернозёмы типичные мощные, на юге — выщелоченные, на севере — серые лесные почвы. По долинам и балкам — лугово-чернозёмные и торфяно-болотные.
Леса (основные породы — сосна, дуб, клён, липа, ясень, берёза, осина) занимают около 10 % территории.
Сохранились заяц-русак, лисица, хорёк, грызуны.
На территории Тамбовской области находится Воронинский заповедник.